# Valentin Pfeifenberger

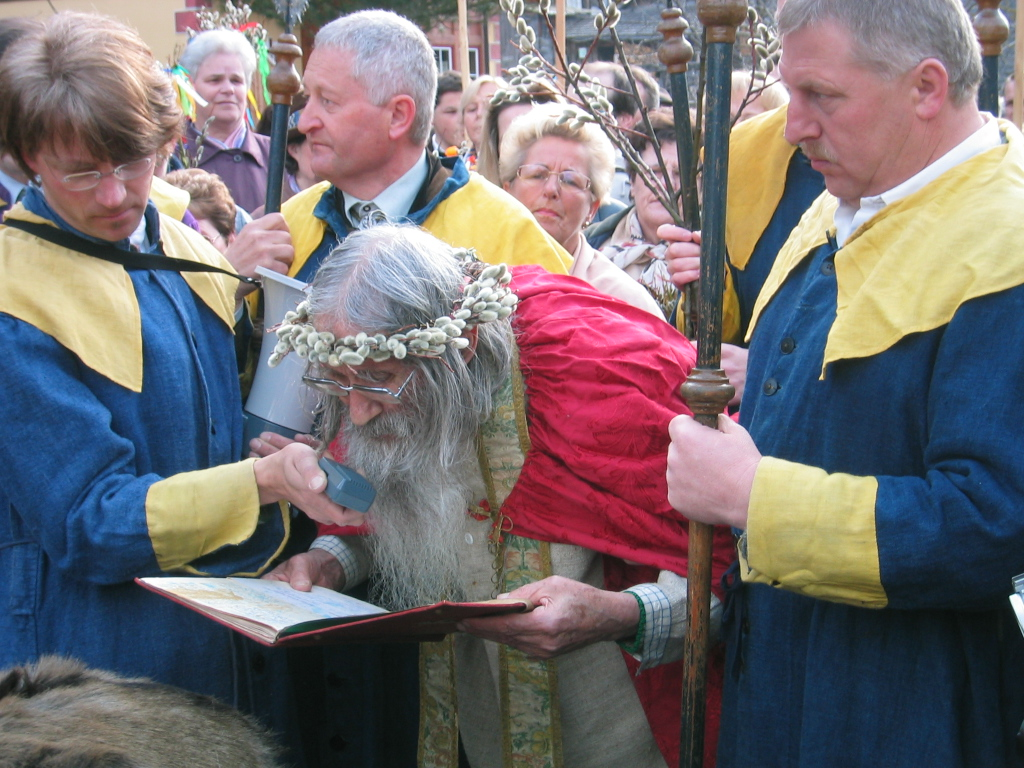
Der Palmeselritt am Palmsonntag

Valentin „Voitl“ Pfeifenberger (* 13. November 1914 in Zederhaus; † 7. Juli 2004 in Tamsweg) war Pfarrer von Thomatal, Bezirksschützenkurat des Lungau, Ehrenbischof der Vereinigten zu Tamsweg und Ehrenbürger der Gemeinden Thomatal und Zederhaus.

## Leben
Valentin Pfeifenberger studierte Theologie und Philosophie und empfing die  Priesterweihe am 9. Mai 1940 im Salzburger Dom. Danach wirkte er als Kooperator in Vigaun, Wagrain, Unken und Ellmau. 1951 wurde er zum Pfarrer von Thierbach bestellt. Seit 1956 war er Pfarrer von Thomatal, ab 1961 wurde er auch mit Aufgaben in der Pfarre Tamsweg betraut.
Bekannt wurde Geistlicher Rat Pfeifenberger nicht nur durch sein auffälliges Äußeres – so trug er seit seiner Zeit als Kooperator in Tirol eine Tracht der Wildschönauer Sturmlöda –, sondern vor allem durch seine Vorliebe für außergewöhnliche Bräuche.
Ein besonderer Brauch wurde alljährlich am Palmsonntag gepflegt, als Pfeifenberger auf einem Esel reitend eine Prozession durch Thomatal anführte, in Anlehnung an den Einzug Jesu nach Jerusalem.
Weitere Bräuche, die durch den „Bischof vom Lungau“, wie Pfeifenberger genannt wurde, wiederbelebt wurden, waren unter anderem das sogenannte „Sauhaxnopfer“ oder der sogenannte „Rosstag“ am Tag des Hl. Georg, an dem ein „Georgiritt“ veranstaltet wurde.

## Veröffentlichungen
- Valentin Pfeifenberger: Untersberg: Entwurf zu einem Zeitrusticale, ab aliquo vestigia S. Virgilii placide persequatorum. Im Selbstverlag, Thomatal im Lungau 1971.
- Caroline Kleibel (Hrsg.): Was ich dir sagen möchte – Geh immer deinen Weg. Gedanken von Valentin Pfeifenberger. Ecowin Verlag, 2004, ISBN 3-902404-11-6.